# Argyrostrotis
Argyrostrotis is een geslacht van vlinders van de familie spinneruilen (Erebidae), uit de onderfamilie Catocalinae.

## Soorten
- A. anilis Drury, 1797
- A. contempta Guenée, 1852
- A. deleta Guenée, 1852
- A. diffundens Walker, 1858
- A. erasa Guenée, 1852
- A. figurata Walker, 1862
- A. fuscipalpis Walker, 1869
- A. herbicola Guenée, 1852
- A. obsoleta Grote, 1876
- A. orontes Plötz, 1880
- A. pacalis Walker, 1858
- A. plagiata Walker, 1862
- A. quadrata Dognin, 1911
- A. quadrifilaris Hübner, 1825
- A. surrufula Dyar, 1913
- A. sylvarum Guenée, 1852